# Terniwka (rejon tulczyński)
Terniwka (ukr. Тернівка) – wieś na Ukrainie, w obwodzie winnickim, w rejonie tulczyńskim, w hromadzie Krzyżopol. W 2001 roku liczyła 1775 mieszkańców.